# Tachydromia halidayi
Tachydromia halidayi är en tvåvingeart som först beskrevs av Collin 1926.  Tachydromia halidayi ingår i släktet Tachydromia och familjen puckeldansflugor. Inga underarter finns listade i Catalogue of Life.